# Gothèye (Departement)
Gothèye ist ein Departement in der Region Tillabéri in Niger.

## Geographie
Das Departement liegt im Südwesten des Landes und grenzt an Burkina Faso. Es besteht aus den Landgemeinden Dargol und Gothèye. Der namensgebende Hauptort des Departements ist Gothèye.

## Geschichte
Das Departement geht auf den Verwaltungsposten (poste administratif) von Gothèye zurück, der 1956 eingerichtet wurde. 2011 wurde der Verwaltungsposten aus dem Departement Téra herausgelöst und zum Departement Gothèye erhoben.

## Bevölkerung
Das Departement Gothèye hat gemäß der Volkszählung 2012 241.401 Einwohner. Von 2001 bis 2012 stieg die Einwohnerzahl jährlich durchschnittlich um 3,9 % (landesweit: ebenfalls 3,9 %). Die Bevölkerung gehört mehrheitlich den Volksgruppen Songhai-Zarma und Fulbe an.

## Verwaltung
An der Spitze des Departements steht ein Präfekt (französisch: préfet), der vom Ministerrat auf Vorschlag des Innenministers ernannt wird.
| Amtszeit                      | Name                                         |
| ----------------------------- | -------------------------------------------- |
| 29. Feb. 2012 – 4. Dez. 2013  | Mamane Issa Ibrahim                          |
| 4. Dez. 2013 – 15. Feb. 2016  | Alfari Kabidou                               |
| 15. Feb. 2016 – 29. Jul. 2016 | Halidou Hamadou (alias Hamadou Halidou)      |
| 29. Jul. 2016 – 23. Mär. 2017 | Congeoi Ounteini                             |
| 23. Mär. 2017 – 20. Jul. 2018 | Moustapha Mahamane (alias Moustapha Mahaman) |
| 20. Jul. 2018 – 8. Nov. 2021  | Moussa Mossi Djibo                           |
| 8. Nov. 2021 – 6. Apr. 2023   | Mahamadou Issoufou                           |
| 6. Apr. 2023 – 24. Aug. 2023  | Kaïlou Saïdou Amadou                         |
| seit 24. Aug. 2023            | Sani Ibrahim                                 |